# Józef Lubomirski (1785-1870)
Józef Lubomirski (26 septembre 1785-juillet 1870), prince polonais de la famille Lubomirski.

## Biographie
Józef Lubomirski est le fils de Michał Lubomirski et de Magdalena Raczyńska.
Il est sénateur-castellan du Royaume du Congrès (1825-1831) et membre du parlement (1830-1831)
Après la faillite de l'Insurrection de novembre 1830, Józef et sa famille s'exilent en France. Le 12 juillet 1870, il est inhumé aux côtés de sa femme et de son fils au cimetière du Père-Lachaise (22e division) à Paris.

## Mariage et descendance
Il épouse Dorota Stecka-Olechnowicz. Ils ont pour enfants:
- Marceli Lubomirski (1810-1865)